# Salinon

Salinon

Salinon en

cirkel hebben dezelfde oppervlakte.

De salinon is een meetkundige figuur die uit een halve cirkel wordt gevormd, waaruit aan de zijkanten twee congruente halve cirkels zijn weggehaald en waaraan een tegengesteld gerichte halve cirkel is toegevoegd die de uiteinden van de twee congruente halve cirkels verbindt. De salinon is door Archimedes in zijn Liber Assumptorum geïntroduceerd. De figuur is spiegelsymmetrisch. Het woord salinon komt uit het Grieks en betekent zoutschaaltje.
- De punten op de middens van de halve cirkels vormen een vierkant.
- De cirkel door de hoekpunten van dit vierkant heeft dezelfde oppervlakte als de salinon. Dit is de stelling die Archimedes in zijn Liber Assumptorum noemt.
- Als de twee congruente halve cirkels aan de zijkanten in het midden samenkomen, gaat de salinon over in een spiegelsymmetrische arbelos.